# 细弱剪股颖
细弱剪股颖（学名：Agrostis tenuis）为禾本科剪股颖属下的一个种。